# Classe Badr
La classe Badr è una classe di corvette lanciamissili della Regia marina saudita, composta da quattro unità entrate in servizio tra il 1981 e il 1983.
Costruite nei cantieri statunitensi della Tacoma Boatbuilding Company sulla base di un accordo di cooperazione con gli Stati Uniti d'America, si tratta di piccole unità d'attacco missilistico dotate anche di una limitata capacità di lotta antisommergibile. Benché ancora in servizio, la modernizzazione più recente della flotta saudita ha  relegato le unità della classe a un più limitato ruolo di difesa costiera.

## Il progetto
Nel gennaio 1972 l'Arabia Saudita siglò con gli Stati Uniti d'America un accordo relativo all'implementazione di un programma di espansione, della durata di dieci anni, delle dotazioni della Marina militare saudita, fino a quel momento ridotta a una piccola forza di sorveglianza costiera; il programma prevedeva la costruzione negli Stati Uniti per conto dei sauditi di una serie di corvette, oltre ad altre navi da guerra come dragamine e navi da guerra anfibie. Come parte di questo programma, il 30 agosto 1977 venne emesso un ordine alla ditta di costruzioni navali statunitense Tacoma Boatbuilding Company di Tacoma per la realizzazione di una classe di quattro corvette armate di missili antinave, la cui consegna doveva avvenire tra il 1980 e il 1981.
L'impostazione della capoclasse avvenne nel maggio 1979 per poi essere consegnata ai sauditi nel settembre 1981; l'ultima delle quattro unità della classe venne consegnata alla Marina saudita nel gennaio 1983.

## Caratteristiche

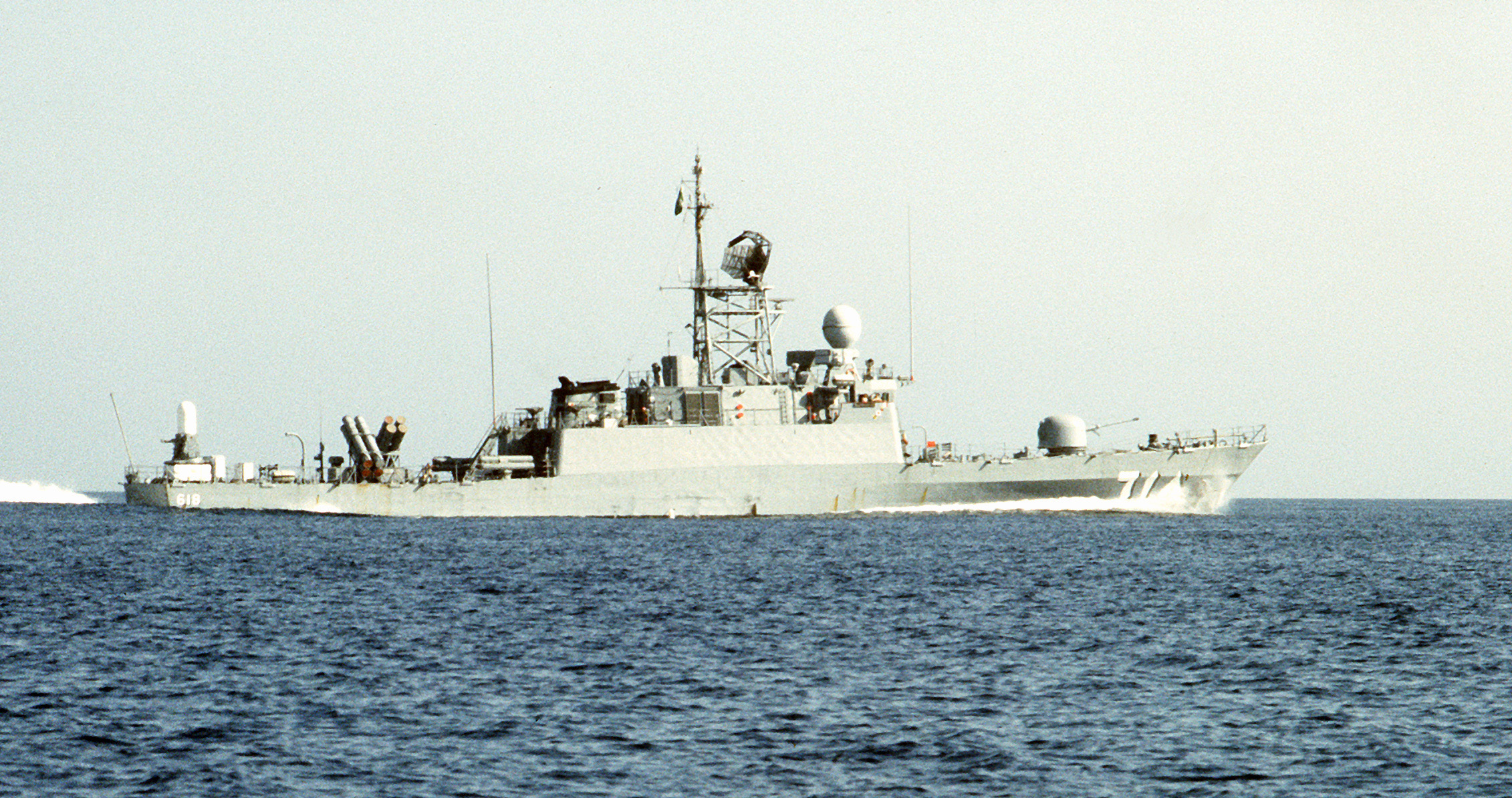
La Tabuk in navigazione durante gli eventi dell'operazione Desert Shield

Le unità classe Badr, inizialmente conosciute come "PCG" secondo il sistema di classificazione della United States Navy, presentano uno scafo con una lunghezza fuori tutto di 74,68 metri, una larghezza massima di 9,6 metri e un pescaggio di 2,59 metri. Il dislocamento era inizialmente previsto nell'ordine delle 730 tonnellate, ma al completamento le navi presentavano un significativo incremento di tale valore: il dislocamento standard si aggira infatti sulle 917 tonnellate, salendo a 1055 tonnellate con le unità a pieno carico.
Le Badr sono propulse da un sistema di tipo CODAG, costituito da una turbina a gas tipo General Electric LM2500 capace di una potenza di 23 000 hp (17 000 kW) combinata con due motori diesel MTU 12V625 TB91 con una potenza complessiva di 3 058 hp (2 280 kW), azionante due eliche a passo variabile. Il sistema garantisce una velocità massima di 30 nodi (55,56 km/h) quando è in funzione la turbina a gas e di 21 nodi (39 km/h) quando sono in funzione i diesel; l'autonomia si aggira sulle 4000 miglia alla velocità di crociera di 20 nodi (7408 km a 37,04 km/h).
L'armamento principale delle Badr è composto da due lanciatori a quattro celle per missili antinave AGM-84 Harpoon, collocati a poppa della sovrastruttura centrale. L'armamento di artiglieria comprende una torre a prua armata con un cannone  Otobreda 76/62, un impianto CIWS per la difesa antiaera e antimissile a corta distanza tipo Vulcan Phalanx collocato a poppa, due mitragliere da 20 mm Oerlikon, un mortaio da 81 mm e due lanciagranate da 40 mm Mk 19. In funzione anti-sommergibili sono installati due impianti tripli di tubi lanciasiluri tipo Mk 32, armati con siluri da 324 mm tipo Mk 46. L'apparato sensori comprende un radar di scoperta aerea SPS-40B e un radar di navigazione e scoperta di superficie SPS-55, mentre sopra il blocco del ponte di comando è installato un sistema di puntamento Mark 92 per la guida dei missili; per dirigere il tiro degli impianti lanciasiluri, nello scafo è montato su sistema sonar tipo SQS-56.

## Unità
| Nome             | Impostazione      | Varo             | Entrata in servizio | Stato              |
| ---------------- | ----------------- | ---------------- | ------------------- | ------------------ |
| Badr (612)       | 30 maggio 1979    | 26 gennaio 1980  | 28 settembre 1981   | In servizio attivo |
| Al Yarmook (614) | 13 dicembre 1979  | 13 maggio 1980   | 10 maggio 1982      | In servizio attivo |
| Hitteen (616)    | 19 maggio 1980    | 5 settembre 1980 | 12 ottobre 1982     | In servizio attivo |
| Tabuk (618)      | 22 settembre 1980 | 18 giugno 1981   | 10 gennaio 1983     | In servizio attivo |